# أوكسفورد (غنم)

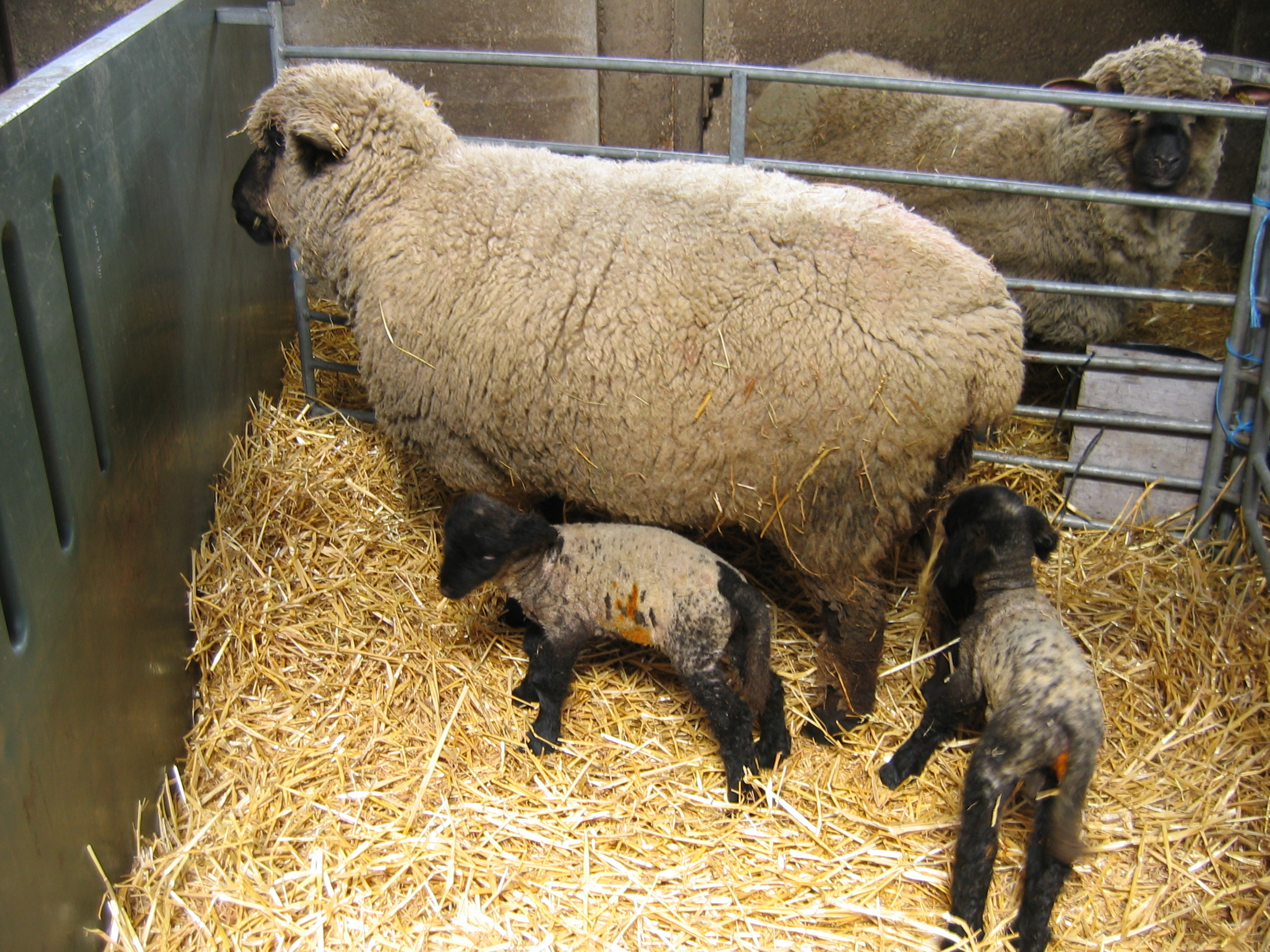
نعجة من سلالة أوكسفورد مع توئميها

أغنام أوكسفورد (بالإنجليزية: Oxford sheep)‏ تعرف أيضا بأوكسفورد السفلى  هي سلالة غنم اٍنجليزية تم اٍنتاجها في ثلاثينات القرن العشرين بمصالبة سلالة كوتسولد و سلالة هامبشير الرائدة، ويستخدم الهجن الناتج لاٍنشاء قاعدة السلالة الموجودة حاليا. هذه السلالة ربية في الأساس من أجل لحومها.